# 강필선 (배우)
강필선(1985년 9월 8일 ~ )은 대한민국의 배우이다.

## 출연작

### 영화
- 《개: dog eat dog》 (2015년) - 최종철 역
- 《수상한 그녀》 (2014년) - 씩스팩스1 역
- 《서울 137》 (2012년) - 재현 역
- 《평행선》 (2012년) - 승훈 역
- 《레미제라블》 (2011년) - 막내 역
- 《꾼》 (2011년) - 남경호 역
- 《포화 속으로》 (2010년) - 학도병 역

### 드라마
- 《투윅스》 (2013년, MBC) - 경찰 역
- 《굿 닥터》 (2013년, KBS)
- 《단단한 가족》 (2013년, E채널)
- 《내일이 오면》 (2012년, SBS)
- 《그대없인 못살아》 (2012년, MBC)
- 《막돼먹은 영애씨 시즌10》 (2012년, tvN)
- 《두근두근 달콤》 (2011년, KBS)
- 《신기생뎐》 (2011년, SBS)

### CF
- 《NH농협》 (2013년)
- 《롯데리아》 (2011년)
- 《알바천국》 (2011년)